# Dioicomyces onchophorus
Dioicomyces onchophorus är en svampart som tillhör divisionen sporsäcksvampar, och som beskrevs av Roland Thaxter. Dioicomyces onchophorus ingår i släktet Dioicomyces, och familjen Laboulbeniaceae. Arten är reproducerande i Sverige.